# Allan Rushmer
Allan Rushmer (Birmingham, Inglaterra; 27 de febrero de 1944 - York, 23 de abril de 2024) fue un atleta inglés especialista en la carrera de larga distancia.

## Carrera
A nivel olímpico participó en los Juegos Olímpicos de México 1968 en el evento de 5000 metros donde fue eliminado en la ronda clasificatoria.
Participó en dos ocasiones en los Juegos de la Mancomunidad, la primera ocasión fue en Kingston 1966 donde ganó la medalla de bronce en la prueba de las tres millas, y su segunda aparición fue en Edimburgo 1970 donde participó en el evento de los 5000 metros, pero no ganó medalla.